# San Sebastián, Apan
San Sebastián är en ort i Mexiko.   Den ligger i kommunen Apan och delstaten Hidalgo, i den sydöstra delen av landet, 80 km nordost om huvudstaden Mexico City. San Sebastián ligger 2 485 meter över havet och antalet invånare är 146.
Terrängen runt San Sebastián är kuperad norrut, men söderut är den platt. Runt San Sebastián är det ganska tätbefolkat, med 104 invånare per kvadratkilometer. Närmaste större samhälle är Ciudad Sahagun, 11,5 km väster om San Sebastián. Trakten runt San Sebastián består till största delen av jordbruksmark.